# Le Grand Consolateur
Pour plus de détails, voir Fiche technique et Distribution.
Le Grand Consolateur (Великий утешитель, Velikiy uteshitel) est un film soviétique réalisé par Lev Koulechov, sorti en 1933,.

## Synopsis
L'histoire de désillusion de Bill Porter, auteur de romans à succès  emprisonné à la suite d'une erreur judiciaire, qui découvrant la perfidie de l'administration pénitentiaire perd confiance en ordre social établi.

## Fiche technique
- Photographie : Konstantin Kuznetsov
- Musique : Zinovi Feldman
- Décors : Lev Kulechov
- Production : Mezhrabpomfilm
- Pays : URSS
- Genre : drame
- Durée : 95 minutes
- Format : Noir et blanc

## Distribution
- Alexandra Khokhlova : Dulcite, vendeuse, admiratrice des romans de Porter
- Konstantin Khokhlov : Bill Porter, écrivain, pisonnier victime d'erreur judiciaire
- Ivan Novosseltsev (ru) : Jim Valentine, codétenu de Bill Porter
- Galina Kravchenko : Annabel Adams
- Andreï Faït : Ben Price, policier
- Wayland Rudd : Black